# Horyszów Polski
Horyszów Polski – wieś w Polsce położona w województwie lubelskim, w powiecie zamojskim, w gminie Sitno. We wsi wypływa rzeka Czarny Potok, dopływ Łabuńki.
Przed II wojną światową we wsi dominowały osoby narodowości ukraińskiej. Według spisu powszechnego z 1921 roku we wsi mieszkało 279 Polaków, 47 Żydów i 543 Ukraińców. W czasie wojny w Horyszowie Polskim dochodziło do egzekucji ludności min. w sierpniu 1941 oraz w maju 1942 roku. Pod koniec 1942 roku wieś została wysiedlona w ramach Generalnego Planu Wschodniego realizowanego na Zamojszczyźnie. Przybyli kolonizatorzy niemieccy zostali zaatakowani 12 stycznia 1942 roku przez pluton dywersji bojowej AK pod dowództwem Bronisława Momota ps. „Żbik”. 
W latach 1975–1998 miejscowość administracyjnie należała do województwa zamojskiego.
Wieś jest sołectwem w gminie Sitno. Według Narodowego Spisu Powszechnego z roku 2011 wieś liczyła 501 mieszkańców. 
Wierni Kościoła rzymskokatolickiego należą do parafii Podwyższenia Krzyża Świętego w Horyszowie Polskim.
W Horyszowie Polskim działa Szkoła Podstawowa im. Stanisławy Baj.

## Atrakcje
- Kościół pod wezwaniem Podwyższenia Krzyża Świętego, wzniesiony jako cerkiew prawosławna w latach 1901–1903[7].
- Cmentarz rzymskokatolicki, dawniej prawosławny i greckokatolicki założony około 1856 roku. Obecnie najstarszy nagrobek pochodzi z 1882 roku[7].

## Galeria

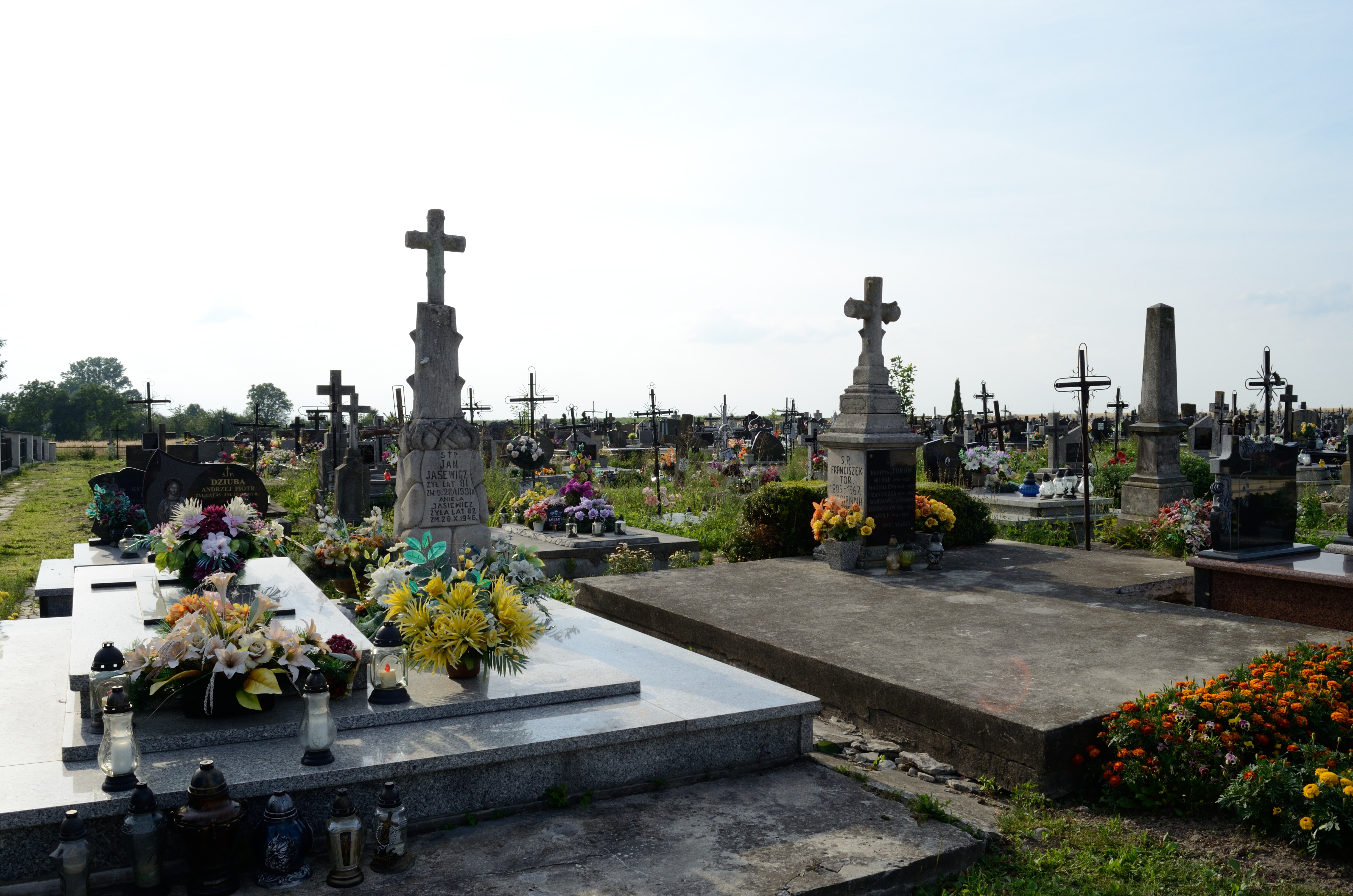
Cmentarz
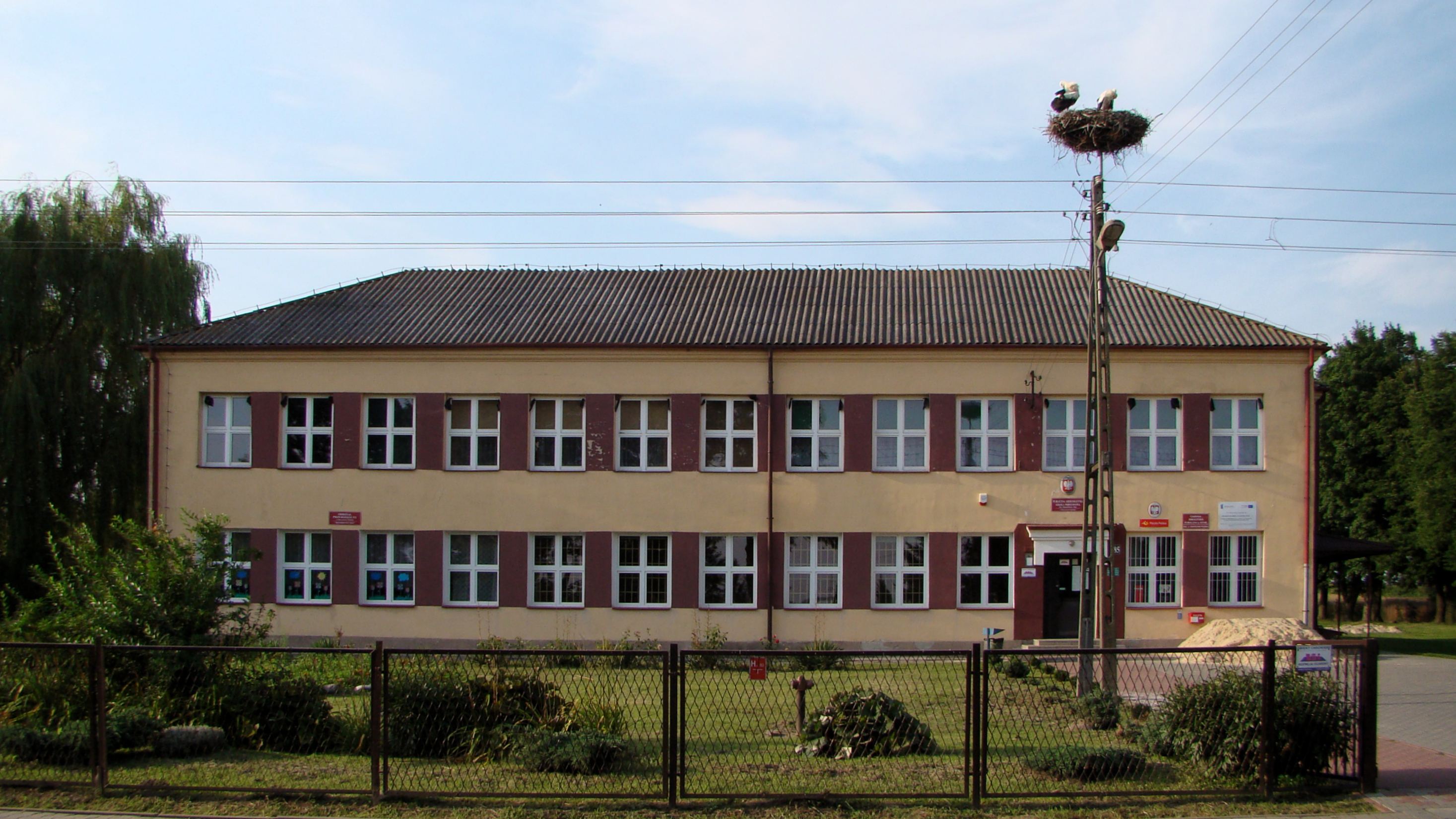
Szkoła Podstawowa im. Stanisławy Baj